# TEKT2
TEKT2 (англ. Tektin 2) – білок, який кодується однойменним геном, розташованим у людей на 1-й хромосомі. Довжина поліпептидного ланцюга білка становить 430 амінокислот, а молекулярна маса — 49 672.
| 10         |  | 20         |  | 30         |  | 40         |  | 50         |
| ---------- |  | ---------- |  | ---------- |  | ---------- |  | ---------- |
| MATLSVKPSR |  | RFQLPDWHTN |  | SYLLSTNAQL |  | QRDASHQIRQ |  | EARVLRNETN |
| NQTIWDEHDN |  | RTRLVERIDT |  | VNRWKEMLDK |  | CLTDLDAEID |  | ALTQMKESAE |
| QNLQAKNLPL |  | DVAIECLTLR |  | ESRRDIDVVK |  | DPVEDELHKE |  | VEVIEATKKA |
| LQQKVSQAFE |  | QLCLLQEVQQ |  | QLNSDHRGKM |  | ETLEIDRGCL |  | SLNLRSPNIS |
| LKVDPTRVPD |  | GSTTLQQWDD |  | FSRFNKDRAE |  | AEMKAATELR |  | EATALTIAET |
| NNELEAQRVA |  | TEFAFRKRLR |  | EMEKVYSELK |  | WQEKNTLEEI |  | AELQEDIRHL |
| EEDLRTKLLS |  | LKLSHTRLEA |  | RTYRPNVELC |  | RDQAQYGLTD |  | EVHQLEATIA |
| ALKQKLAQAQ |  | DALDALCKHL |  | ARLQADIACK |  | ANSMLLDTKC |  | MDTRRKLTVP |
| AERFVPEVDT |  | FTRTTNSTLS |  | PLKSCQLELA |  |            |  |            |

A: Аланін

C: Цистеїн

D: Аспарагінова кислота

E: Глутамінова кислота

F: Фенілаланін

G: Гліцин

H: Гістидин

I: Ізолейцин

K: Лізин

L: Лейцин

M: Метіонін

N: Аспарагін

P: Пролін

Q: Глутамін

R: Аргінін

S: Серин

T: Треонін

V: Валін

W: Триптофан

Кодований геном білок за функцією належить до фосфопротеїнів. 
Задіяний у такому біологічному процесі, як біогенез та деградація війок. 
Локалізований у цитоплазмі, цитоскелеті, клітинних відростках, війках.